# Бернхард Карлгрен
Бернхард Карлгрен (швед. Klas Bernhard Johannes Karlgren; Јенћепинг, 15. октобар 1889 — Стокхолм, 20. октобар 1978) био је шведски синолог, филолог, и оснивач шведске синологије као научне дисциплине. Он је усвојио кинески назив „Гао Бен Хан“ (упрош: 高本汉; трад: 高本漢; пин: Gāo Běnhàn).

## Образовање и први пут у Кину
Карлгрен је објавио свој први научни чланак у доби од 16 на нарјечје о покрајини Даларна.